# Backslash
De backslash ("\") is een typografisch teken dat vooral bij computers gebruikt wordt. Deze tegenhanger van de 'slash' (/, schuine streep) wordt ook wel terugschrap, schrap terug, omgekeerde schuine streep, schuine streep naar links of achter en terugstreep genoemd.

## Gebruik
Bij sommige programmeertalen wordt de backslash gebruikt als ontsnappingsteken ('escape-teken'), daarmee wordt aangegeven dat het volgende teken een speciale betekenis heeft. Bijvoorbeeld: printf("\r\n") geeft speciale betekenissen aan de 'r' en de 'n'. Ook wordt hij soms gebruikt om aan te geven dat de zin doorloopt op de volgende regel.
Bij MS-DOS en Microsoft Windows wordt de backslash gebruikt in padnamen om een scheiding tussen mappen aan te geven. Bijvoorbeeld: C:\Gebruikers\Johan\Mijn afbeeldingen\Zonnebloem.jpg. Met een enkele backslash wordt de rootdirectory aangegeven, bijvoorbeeld bij: cd \, of de schijfletter komt erbij zoals: D:\.
Bij padnamen op internet en bij Unix- en Linuxbesturingssystemen wordt de schuine streep (slash) gebruikt.
Bij Unix en Linux wordt de backslash in een opdrachtregel als een 'escape-teken' gebruikt, bijvoorbeeld om een spatie aan te geven. Bijvoorbeeld de regel: ls /home/alex/Mijn\ Brieven kan gebruikt worden om de map "Mijn Brieven" (waaronder spatie) aan te geven.
In de markup-taal LaTeX wordt de backslash veelvuldig gebruikt om commands mee te beginnen en alles te formatteren.